# Taschen-Freischwanzfledermaus

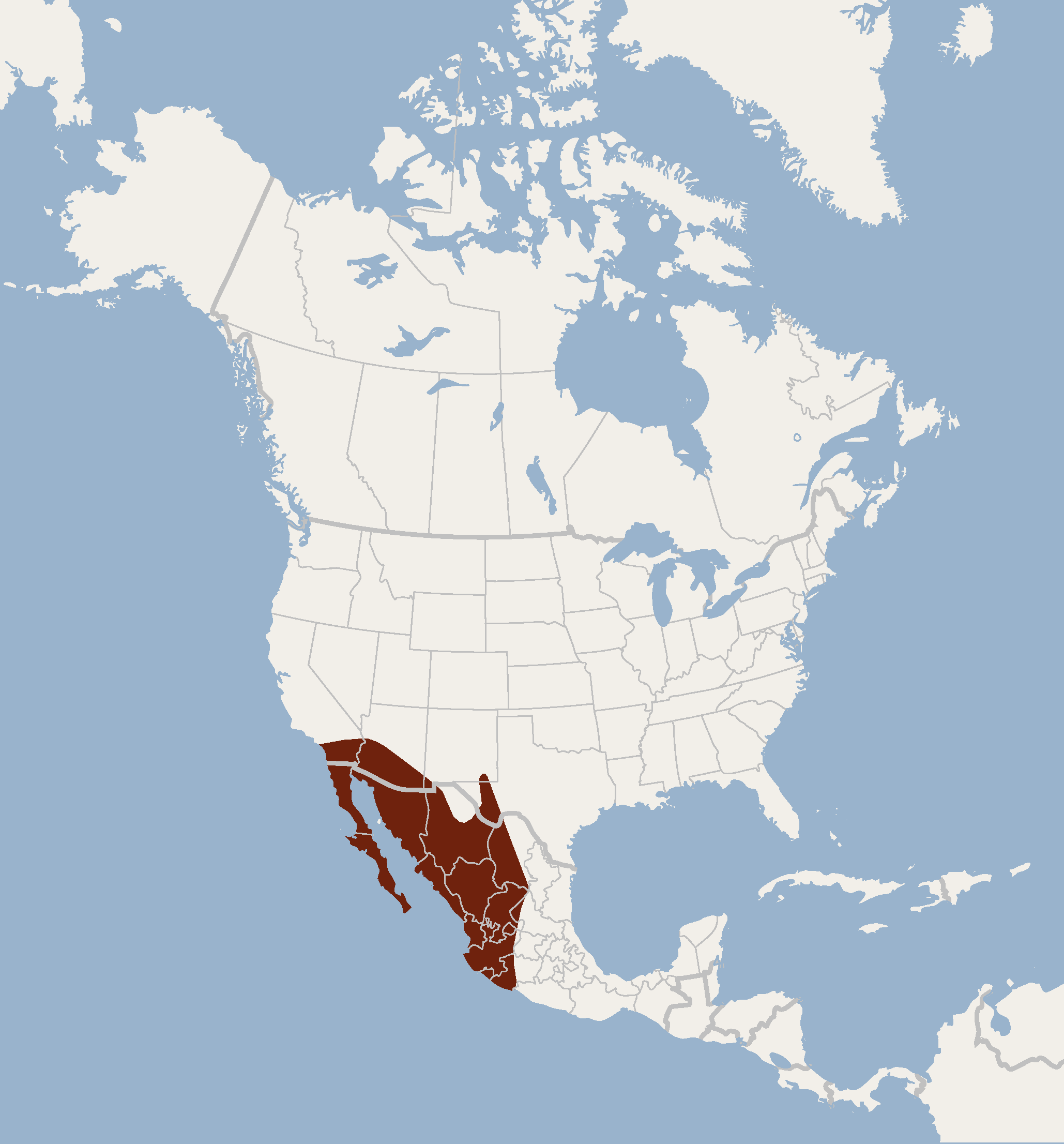
Verbreitungsgebiet der Taschen-Freischwanzfledermaus

Die Taschen-Freischwanzfledermaus oder Taschen-Bulldoggfledermaus (Nyctinomops femorosaccus)  ist eine Fledermaus in der Familie der Bulldoggfledermäuse, die in Nordamerika vorkommt.

## Merkmale
Die Art erreicht eine Kopf-Rumpf-Länge von 60 bis 75 mm, eine Schwanzlänge von 31 bis 47 mm und ein Gewicht von 11 bis 18 g. Sie hat 8 bis 12 mm lange Hinterfüße und 19 bis 24 mm lange Ohren. Die Länge der Unterarme beträgt 44 bis 49 mm. Die Schädel der Weibchen sind etwas kleiner als Schädel von Männchen. Die Haare des kurzen Fells der Oberseite sind nahe der Haarwurzel weiß und im weiteren Verlauf dunkelbraun, was eine braune Fellfarbe erzeugt. Das Fell der Unterseite ist ebenfalls braun, jedoch etwas heller. Die lederartigen dicken und großen Ohren sind auf der Stirn miteinander verbunden. Diese Fledermaus hat schmale und lange Flügel. Die namensgebende Tasche ist eine sackförmige Membran auf der Unterseite der Schwanzflughaut, die dicht am Hinterbein liegt. Ein großer Teil des Schwanzes liegt außerhalb der Schwanzflughaut. Bei Männchen kommt eine Drüse auf der Kehle vor.

## Verbreitung
Das Verbreitungsgebiet reicht vom Süden Kaliforniens, vom Zentrum Arizonas und von den südlichsten Bereichen New Mexicos (alle USA) bis zum Bundesstaat Guerrero im Westen Mexikos. Die Taschen-Freischwanzfledermaus bewohnt auch die gesamte Halbinsel Niederkalifornien. Sie hält sich im Flachland und in Gebirgen bis 2250 Meter Höhe auf. Diese Fledermaus kann in trockenen Laubwäldern und in Landschaften, die hauptsächlich mit Gebüsch bedeckt sind, angetroffen werden.

## Lebensweise
Die Taschen-Freischwanzfledermaus ruht am Tage in Höhlen, in Felsspalten, unter überhängenden Klippen sowie in Gebäuden unter Dächern. Dort versammeln sich Kolonien, die bis zu 60 oder selten bis zu 100 Exemplare umfassen. Die Tiere verlassen ihr Versteck etwa 45 Minuten nach dem Sonnenuntergang, wenn es kein Zwielicht mehr gibt. Sie jagen verschiedene Insekten wie Schmetterlinge, Hautflügler, Gleichflügler, Käfer, Schnabelkerfe, Heuschrecken, Zweiflügler oder Netzflügler. Die Art sucht in der Trockenzeit oft großflächige Wasserstellen auf, um zu trinken.
Weibchen bringen meist Anfang Juli ein Jungtier zur Welt. Dieses ist Mitte oder Ende August flugfähig. Einige Exemplare fallen Eulen oder Schlangen zum Opfer.

## Bedrohung
Landschaftsveränderungen und der Einsatz von Pestiziden, die über die Nahrung aufgenommen werden, wirken sich negativ aus. Die Taschen-Freischwanzfledermaus hat jedoch eine große Population, was die Nachteile kompensiert. Die Art wird deswegen von der IUCN als „nicht gefährdet“ (least concern) gelistet.